# Осовець (Крупський район)
Осовець (біл. вёска Восавец) — село в складі Крупського району Мінської області, Білорусь. Село підпорядковане Хотюхівській сільській раді, розташоване в східній частині області.